# 刘升镇
刘升镇，是中华人民共和国湖北省襄阳市枣阳市下辖的一个乡镇级行政单位。

## 行政区划
刘升镇下辖以下地区：
油坊村、黄湾村、姜湾村、高堤村、杜当村、生炉村、王湾村、习湾村、刘升村、李老湾村、榆树村、谢湾村、彬树林村、田湾村、龚陈村、马寨村、北河村、枣林村、金峡村、杨湾村、罗寨村、宝林寺村、大河村、小店村、刘湾村、赵老湾村和杨老湾村。